# 倉田修次
倉田 修次あるいは 修二（くらた しゅうじ、1954年9月28日 - ）は、日本の撮影技師、撮影監督、照明技師。兵庫県出身。

## 来歴
- 1954年（昭和29年）、兵庫尼崎生まれ。
- 1974年（昭和49年）、撮影助手（フィルムでの撮影）関西TV／競馬ダイジェスト
- 1976年 ATG作品「西陣心中」高林陽一監督作品、撮影助手（学生スタッフ）
- 1977年（昭和52年）、映像京都撮影部。森田富士郎撮影監督に師事。（当時の映像京都は大映京都撮影所を活動拠点)『新・木枯らし紋次郎』にて撮影助手見習い。
- 1978年（昭和53年）、『柳生十兵衛』（原田大二郎主演）、『新・座頭市』（勝新太郎主演）で森田富士郎はじめ大映京都の撮影技師の撮影助手（フォーカス）を務める。
- 1980年（昭和56年）、『徳川の女たち』（黒田義之監督）牧浦地志撮影監督のもとで色彩計測を担当(入社3年目)『悪党狩り』（尾上菊五郎主演）でチーフを担当。
- 1981年（昭和56年）時代劇スペシャル (フジテレビ)の数10本の色彩計測を担当、『丹下左膳 剣風!百万両の壺』 1982年（昭和57年）（五社英雄監督）、『地獄の掟』（井上昭監督）、森田富士郎撮影監督の色彩計測。
- 1984年（昭和59年）、『旅芝居行進曲』（高橋勝監督作品）に於いて森田富士郎撮影監督／渡邊貢撮影技師の色彩計測を担当。
- 1986年（昭和61年）、『国士無双』（ 保坂延彦監督）で村井博撮影監督の色彩計測。
- 1986年（昭和61年）、『犬死にせしもの』（井筒和幸監督）で藤井秀男撮影監督の色彩計測。『典子は今』（松山善三監督作品）、『里見八犬伝 (1983年の映画)』（深作欣二監督作品）第二クルー撮影部。
- 1986年（昭和61年）、大映京都撮影所が完全閉鎖と共に大阪へ、

「OTVF」の大西和司キャメラマンに呼ばれTVCMのチーフとなる。
CMプロダクション『大阪テレコム』や『学研クリエイティブ』でキャメラマンデビュー
- 初キャリアCM作品1987年（昭和62年）、なんばcity生誕8周年バーゲンCM。

数百本のCMを手がける。CMでは照明を手掛けた作品も数多くある。2
- 2016年　近畿日本鉄道(首都圏CM)「時代は伊勢志摩」で撮影監督
- 2017年　映画「すもも」（井上泰治監督作品）撮影監督を担当
- 2018年　映画「ひとりじゃない」（鐘江稔監督作品）撮影監督担当
- 2021年　映画「バケモン」（山根慎吾監督作品）笑福亭鶴瓶ドキュメント・撮影：山根・津村・山本・加藤・倉田

テレビドラマデータベース参照

## 各受賞作品
- 1990年（平成2年）、情報センター／ジェイワン「履歴ビデオ」篇ACC地域賞、NTT中国／時報CM『秒針かあさん』篇ACC地域賞( ニッポンムービー制作)（すやかずし監督）撮影担当。
- 1992年（平成4年）、近畿日本鉄道名阪特急『ばくざんせんせい』篇（創造）「ACC奨励賞」撮影担当。
- 1996年（平成8年）、大阪ガス信頼向上CM「ドクトルガス」編(エンジンフィルム)藤田剛監督、「ACC賞受賞」の撮影担当。
- 2001年（平成13年）、ポン愛媛みかん100%『ガッツみかん』篇（シースリーフィルム大阪)小田良之監督、「ACC奨励賞」撮影担当。
- 2005年（平成17年）、「蒼のシテン」（富山チューリップTV制作）（鐘江稔監督）全映協デジタルコンテンツ部門最優秀賞「DCA」の撮影監督（撮影・照明）。
- 2012年映画『カミハテ商店』北白川派制作（監督:山本起也）第47回カルロヴィ.ヴァリ国際映画祭メインコンペティション部門正式招待作品、第8回大阪アジアン映画祭のプレイベント、「おおさかシネマフェスティバル」主演、高橋惠子【主演女優賞】、谷川賢作【音楽賞】、山本起也監督【新人監督賞】受賞。プロデューサー高橋伴明監督／主演：高橋惠子両氏に山梨文学シネマアワード 2013が送られる、アルマトイ国際映画祭（カザフスタン）で最優秀作品賞。映画の照明技師を担当。
- 2019年　映画『ひとりじゃない』（鐘江稔監督作品） World Media Festival (Television and Corporate Media Award)        SILVER Award受賞、東北映像フェスティバル大賞「東北経済産業局局長賞」を受賞、全映協グランプリ「経済産業大臣賞」受賞、
- 2019年　ロシア・アムールの秋映画祭に映画『ひとりじゃない』招待上映

※LA Chinese theaterにて催されたジャパンカットフィルムでの招待上映

## エピソード
- 関西テレビ系列や毎日放送系列でFilm撮影助手(学生アルバイト)

＊MBSTV：真珠の小箱「おしろいの故郷―松阪・射和―」「那智の火祭り」、現在を生きる「みんなの公民館」「二分脊椎」、BBCTV「ぶどうのなる町」、ABCTV「晴れ時々たかじん」取材、他多数
- 東映京都撮影所撮影時、牧浦地志撮影監督のチーフ（入社後3年）
- 大映京都撮影所最後の映画「犬死にせしもの」井筒監督作品:色彩計測
- OTVF大西和司氏(師匠)「テレビ映画ではお客さんは大抵一回、再放送があったとしても2回観るのがやっと、映画も好きな場合は数回観るかもしれないが、CMは一日数回目にする物だ、だからこそ撮影は確りと撮らないとダメ」そな言葉を大事にCMキャメラマンとしてデビュー(1985年)
- 森田富士郎師匠「キャメラマンは最初の観客で観客の代表として覗かないと駄目、CMならその商品を最初に素敵だと思わないと駄目だと思う」
- Panasonic Varicam（当時機種名27F）関西初の撮影、IBCの展示映像「ミステリアルオーシャン」
- パナソニックSudio DU大阪を開設、IDC（映像創作集団）を3人の仲間と供に併設し現在に至る。
- 2008年～2017年：京都造形芸術大学映画学科非常勤講師、准教授('15〜'16)
- 2014年～2021年：京都芸術センター客員研究員、2010～2021年吉備国際大学アニメーション学部非常勤講師
- 2014年～2024年：啓明学院土曜講座「動画による情報発信技術の習得」講師、
- 2017年～ 　   ：IDC映像創作集団合同会社代表、
- 2014年～　　   :（協）日本映画撮影監督協会　理事
- 2022年～現在　 ：大阪芸術大学短期大学部   メディア芸術学科客員教授

＊次世代映像を構築目的に エア ・フローティングメディア
＊産経新聞Web ３Ｄ短編に秘められた「大魔神」復活の夢　森田富士郎撮影監督追悼